# بوهين
بوهين  كانت مستوطنة مصرية قديمة تقع على الضفة الغربية لنهر النيل أسفل (إلى الشمال) الجندل الثاني في ما يعرف الآن بالولاية الشمالية ، السودان. هي الآن مغمور في بحيرة ناصر ، السودان. على الضفة الشرقية ، عبر النهر ، كانت هناك مستوطنة قديمة أخرى ، حيث تقع الآن بلدة وادي حلفا. يأتي أقرب ذكر لبوهين من اللوحات التي تعود إلى عهد سنوسرت الأول. بوهين هي أيضًا أقدم مستوطنة مصرية معروفة في أرض النوبة.

## في المملكة المصرية القديمة
في المملكة المصرية القديمة (حوالي 2686-2181 قبل الميلاد) ، كانت بوهين موقعًا لمركز تجاري صغير في النوبة كان يستخدم أيضًا في أعمال النحاس. ربما تم إنشاء المستوطنة في عهد سنفرو (الأسرة المصرية الرابعة). ومع ذلك ، هناك أدلة على وجود احتلال سابق للأسرة المصرية الثانية في بوهين.
كشف تحقيق أثري في عام 1962 عن ما وصف بمصنع نحاس قديم.
تُظهر الكتابة على الجدران وغيرها من العناصر المنقوشة من الموقع أن المصريين بقوا حوالي 200 عام ، حتى أواخر الأسرة المصرية الخامسة ، عندما أجبروا على الأرجح الهجرة من الجنوب.

## قلعة

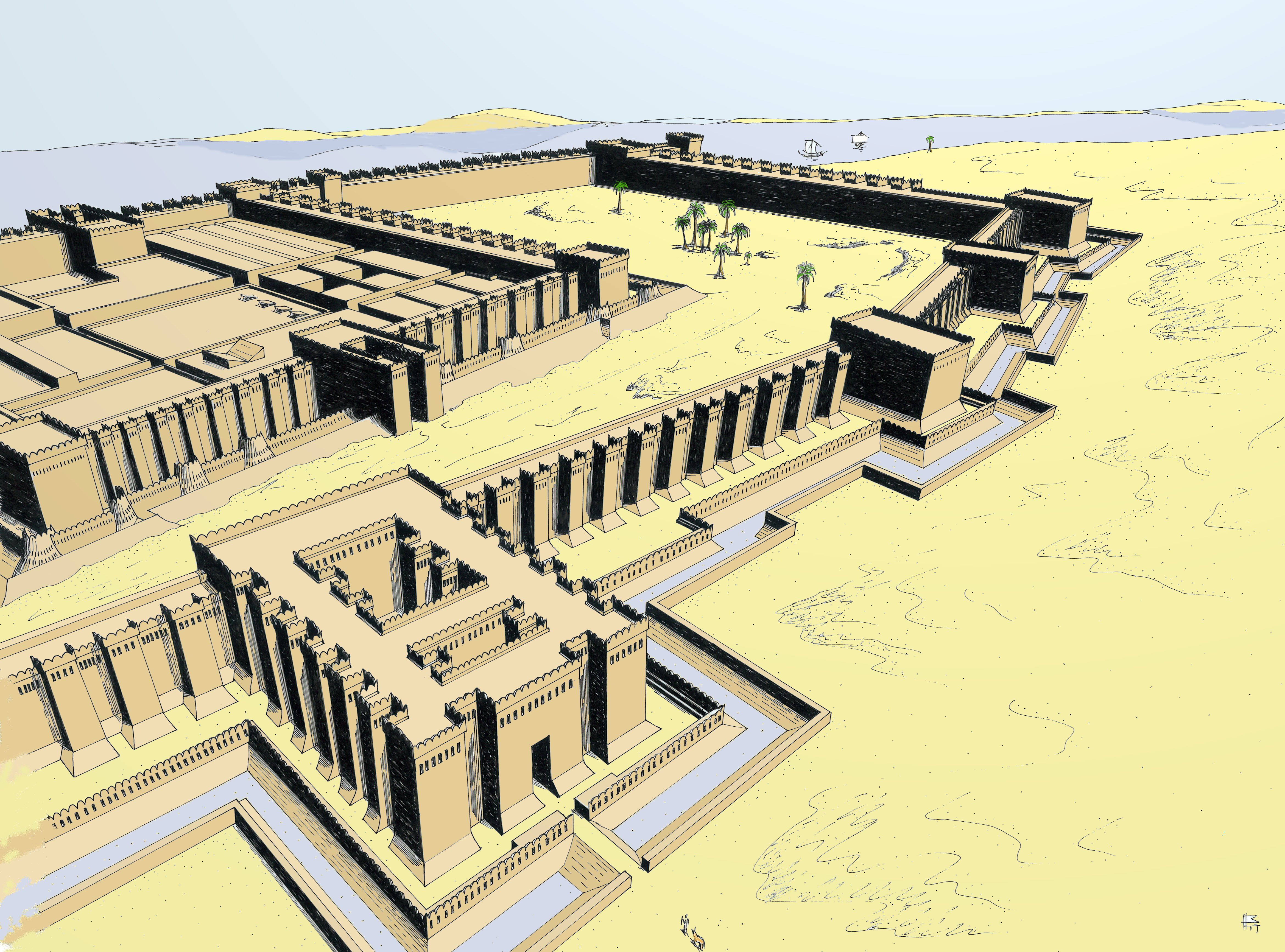
نموذج للقلعة كما تـُرى من الشمال.

تشتهر بوهين بقلعتها الكبيرة ، والتي من المحتمل أن تكون قد شيدت خلال حكم سنوسرت الثالث في حوالي عام 1860 قبل الميلاد (الأسرة المصرية الثانية عشر). شن سنوسرت الثالث أربع حملات في كوش وأنشأ خطًا من الحصون على مسافة إشارات من بعضها البعض ؛ كان بوهين أقصى الشمال من هؤلاء. الحصون الأخرى على طول الضفاف كانت ميرجيسا ، شلفاك ، أورونارتي ، أسكوت ، دابينارتي ، سمنة ، وقمنة. استولى الكوشيون على بوهين خلال الأسرة المصرية الثالثة عشر ، واحتفظوا بها حتى استعادها أحمس الأول في بداية الأسرة المصرية الثامنة عشر. تم اقتحامها واستعادتها من قبل القوات المحلية في نهاية الأسرة المصرية العشرون.
امتدت القلعة نفسها لأكثر من 150 مترًا (490 قدمًا) على طول الضفة الغربية لنهر النيل. غطت 13000 متر مربع (140،000 قدم مربع) ، وكان داخل جدارها بلدة صغيرة وضعت في نظام شبكي. في ذروتها ربما كان عدد سكانها حوالي 3500 شخص. تضمنت القلعة أيضًا إدارة المنطقة المحصنة للشلال الثاني. تضمنت تحصيناته خندقًا بعمق ثلاثة أمتار ، وجسور متحركة ، وحصون ، ودعامات ، وأسوار ، وزينة شرفة ، وثغرات ، ومنجنيق. تضمن الجدار الخارجي منطقة بين الجدارين مثقوبة بصف مزدوج من حلقات السهم ، مما يسمح للرماة الواقفين والركوعين بإطلاق النار في نفس الوقت. كانت جدران الحصن حوالي 5 أمتار (16 قدمًا) وارتفاعها 10 أمتار (33 قدمًا). أسوار بوهين مصنوعة من الحجر الخام. تعتبر جدران بوهين فريدة من نوعها حيث أن معظم جدران الحصون المصرية شيدت من الخشب والطوب اللبن. القلعة في بوهين الآن مغمورة تحت بحيرة ناصر نتيجة لبناء سد أسوان في عام 1964. قبل أن يتم تغطية الموقع بالمياه ، تم حفره من قبل فريق بقيادة والتر بريان إيمري.
كان لدى بوهين معبد حورس بنته حتشبسوت ، والذي تم نقله إلى متحف السودان القومي في الخرطوم قبل فيضان بحيرة ناصر.

## أعمال النحاس في بوهين
خلال عام 1962 ، قامت بعثة أثرية في بوهين للكشف عن مصنع للنحاس. أثناء التنقيب ، تم العثور على خام غير معروف وتحليله باستخدام التقنيات الحديثة. كان الخام في الأصل مكونًا من المالاكيت ولكنه أصبح أتاكاميت ممزوجًا بالذهب. مع وجود العديد من العوامل التي تدخل في موقع ملائم لصهر النحاس ، كان بوهين موقعًا مثاليًا لإنتاج كميات صغيرة من النحاس. جهاز مصري يسمى ، «كلاب النار» ، كان يستخدم بشكل عام لإعداد الطعام. لا يُعرف الاستخدام الدقيق لكلب النار ، ومع ذلك ، هناك دليل على أن كلاب النار تشارك في النار والحرق. تم العثور على عدد كبير من كلاب النار من نوع بوهين ، وقد ارتبط هذا الاكتشاف بإمكانية توليد النحاس باستخدام كلاب النار.
من أجل صهر النحاس في منطقة ما ، كانت بعض الموارد ضرورية ، وتوافر هذه الموارد يحدد ما إذا كانت المنطقة مناسبة لصهر النحاس. وشملت هذه الموارد العمل البشري ، والمياه ، والطين ، والخشب ، وتدفق من المعادن ، وكميات كبيرة من الخام. سيتم استخدام التدفق المعتمد على المعادن لإنتاج خبث السوائل أثناء الصهر. مع موقع بوهين الجغرافي ، خلال فترة المملكة القديمة ، كان من الممكن أن يلبي جميع متطلبات موقع صهر النحاس الناجح. تقع بوهين على مقربة من نهر النيل ، والذي كان سيوفر إمدادات المياه اللازمة وكذلك الطين. مع وجود عدد كبير من العمال المهرة في مصر ، كان من الممكن جلب العدد الكافي من العمال المهرة الضروريين إلى بوهين. على الرغم من عدم وجود أدلة كثيرة على وجود كمية كافية من الأخشاب ، إلا أنه خلال المملكة القديمة كان من الممكن أن يؤدي ارتفاع مستوى هطول الأمطار إلى توفر أكبر للأخشاب على طول نهر النيل والوديان. تحتوي الخبث المنبثقة من المصنع على حديد ، مما يدل على تدفق حديدي. يتطلب هذا التدفق المحدد أكسيد الحديد المتوفر بكثرة في جميع أنحاء وادي النيل. على الرغم من الأدلة على غالبية المتطلبات ، عندما يتعلق الأمر بالنحاس الذي كان سيستخدم في الصهر ، لا يُعرف الكثير عن المصدر. جميع رواسب النحاس المسجلة في مصر وشمال السودان طويلة من بوهين. تقع كل هذه الرواسب أيضًا على الجانب الشرقي من النيل ، مما يشكل مزيدًا من التعقيدات في نقل النحاس الذي كان سيصهر لأنه كان سيضطر إلى عبور النيل.

## معرض الصور

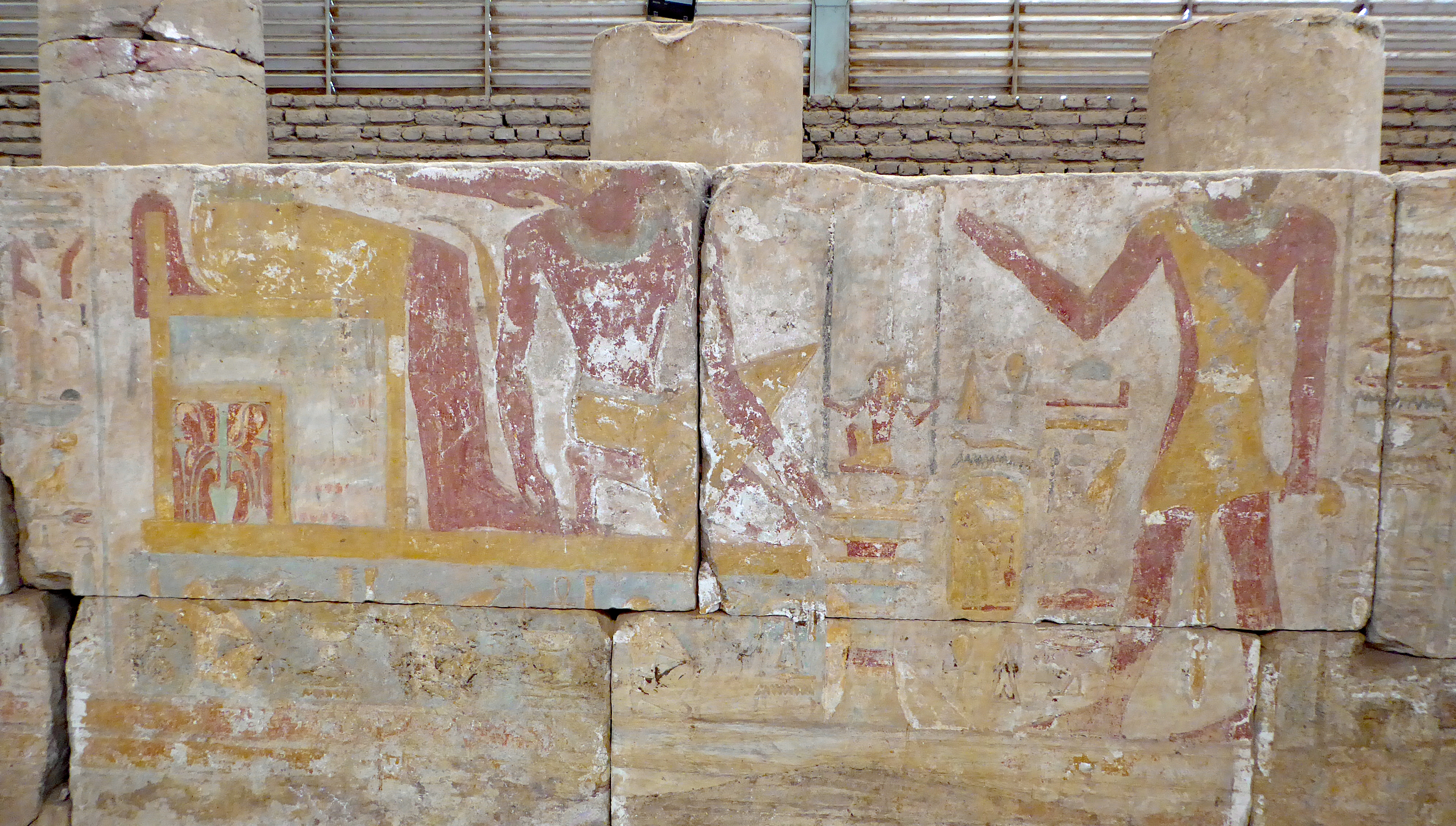
معبد بوهين (1)
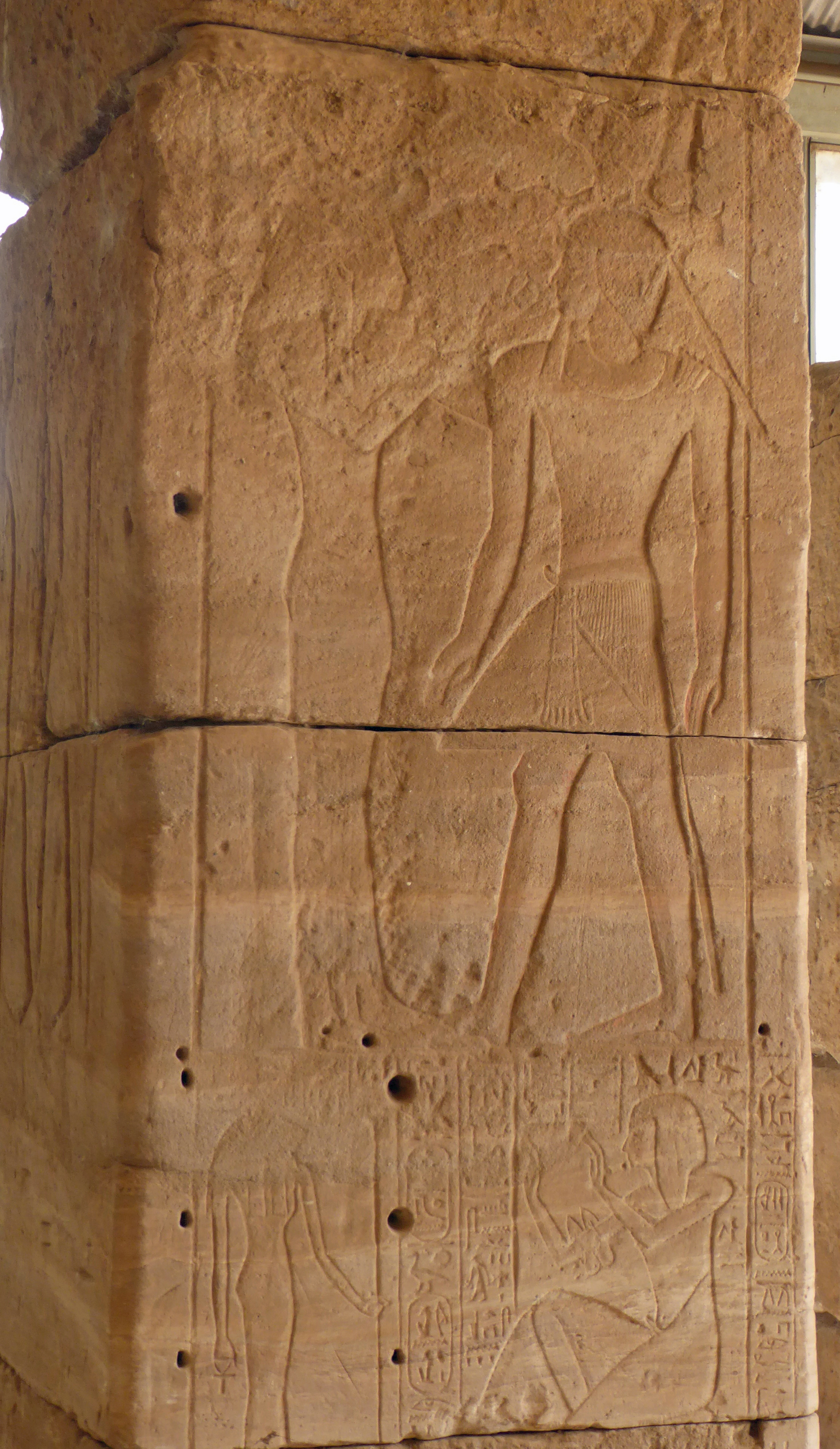
نقش بارز في معبد بوهين (1)
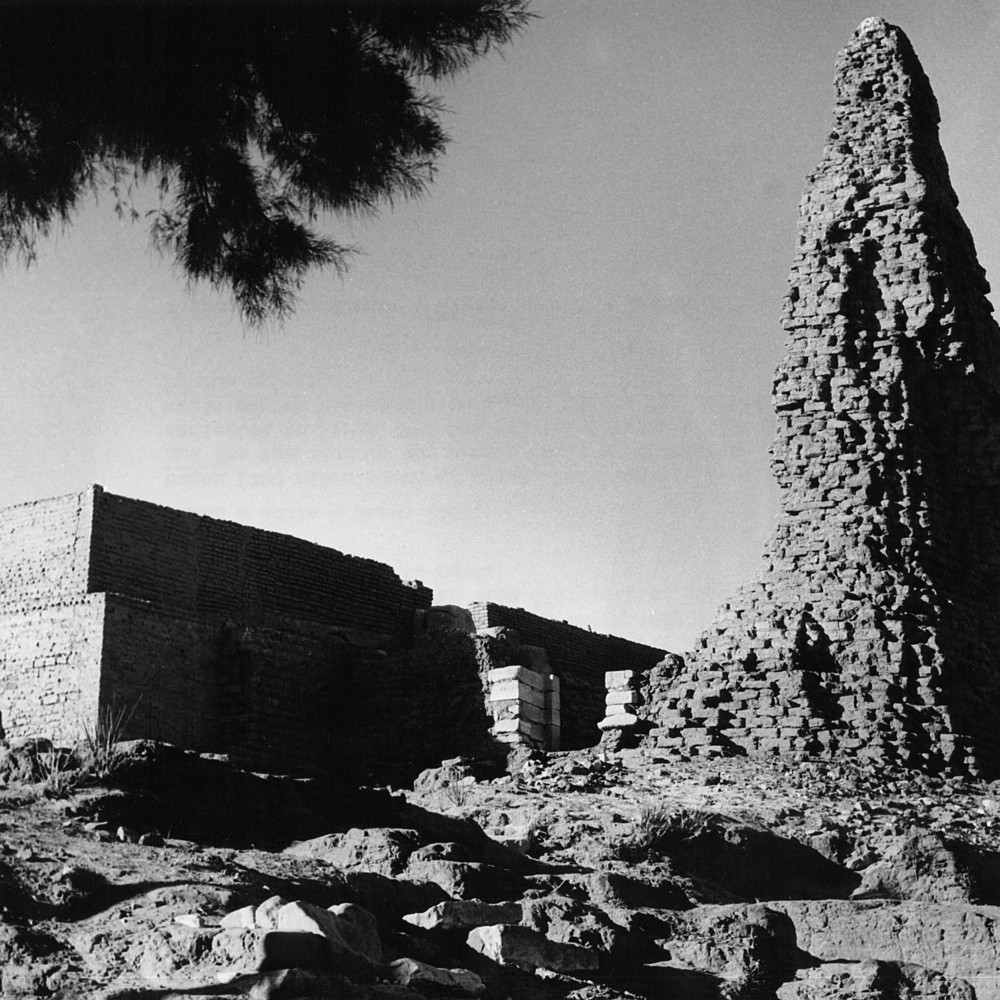
بقايا الحصن ومدخل المعبد الذي بناه سيزوستريس الأول (الأسرة الثانية عشرة) والمُكرّس لحورس. استطاعت هيئة الآثار في جمهورية السودان نقل المعبد إلى مكان آمن.
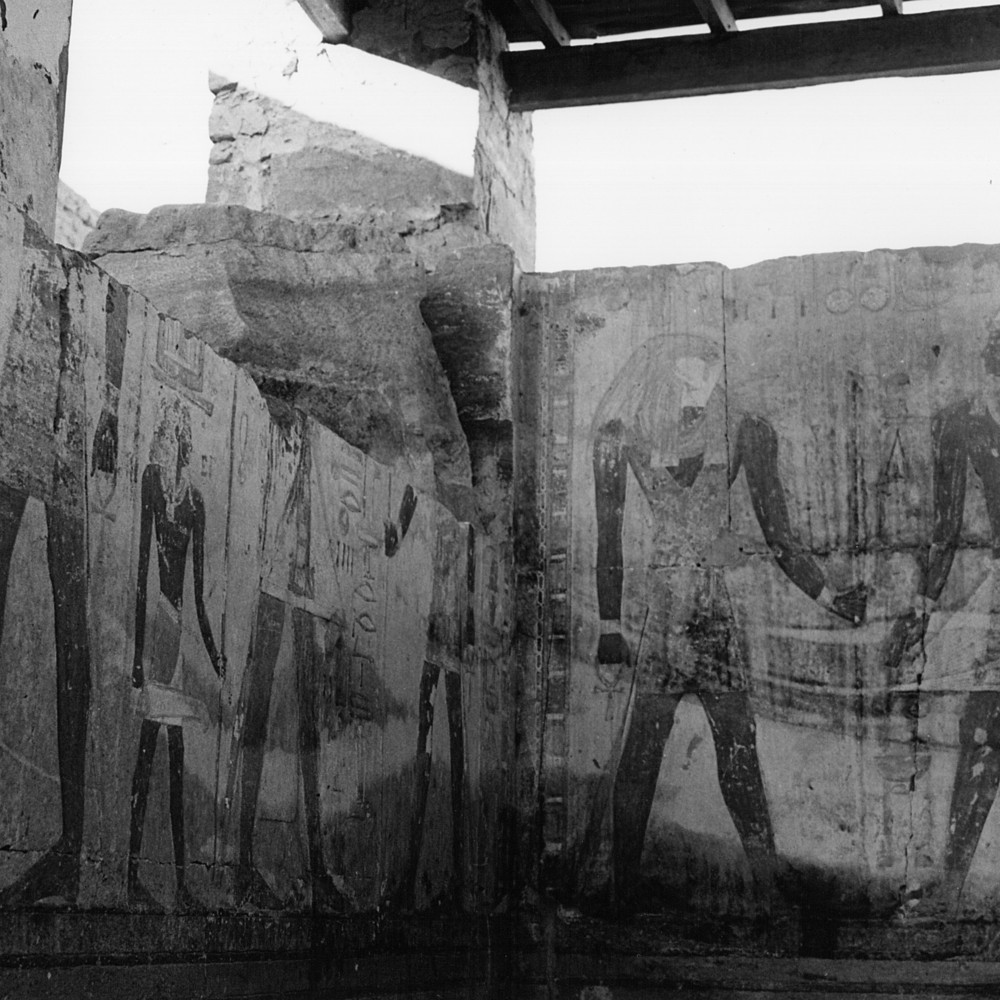
معبد حورس الذي بناه الملكة حتشبسوت وتحتمس الثاني وتحتمس الثالث (1520 – 1450 ق.م)
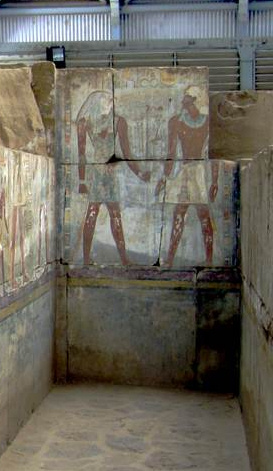
معبد بوهين (2).
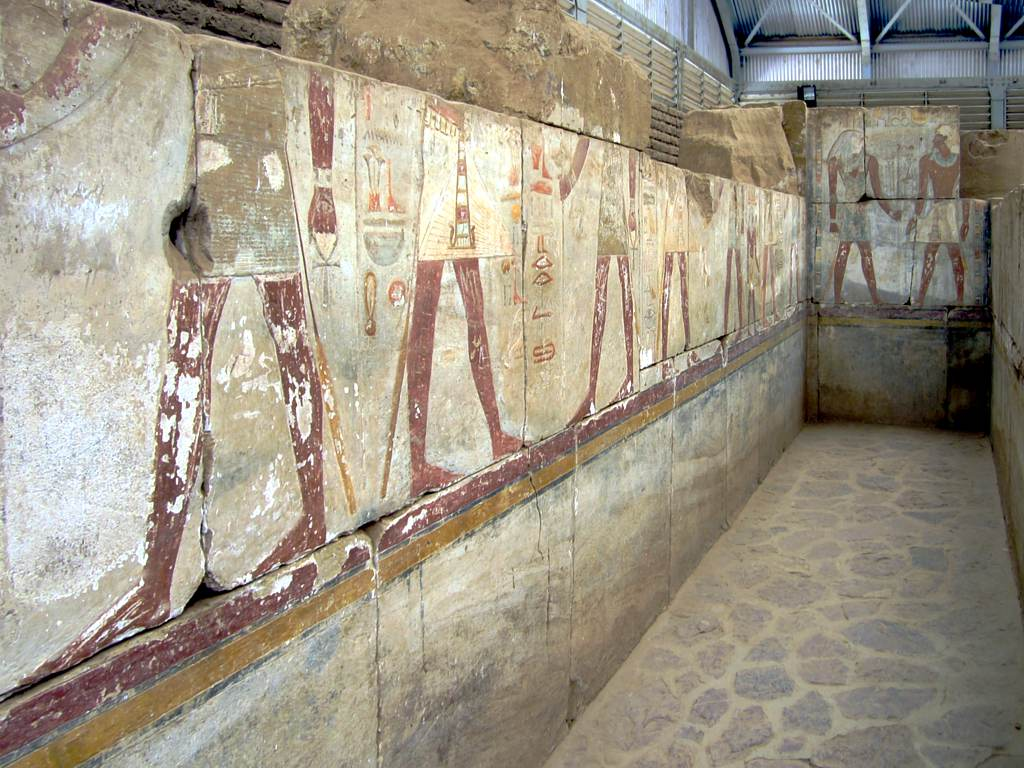
معبد بوهين
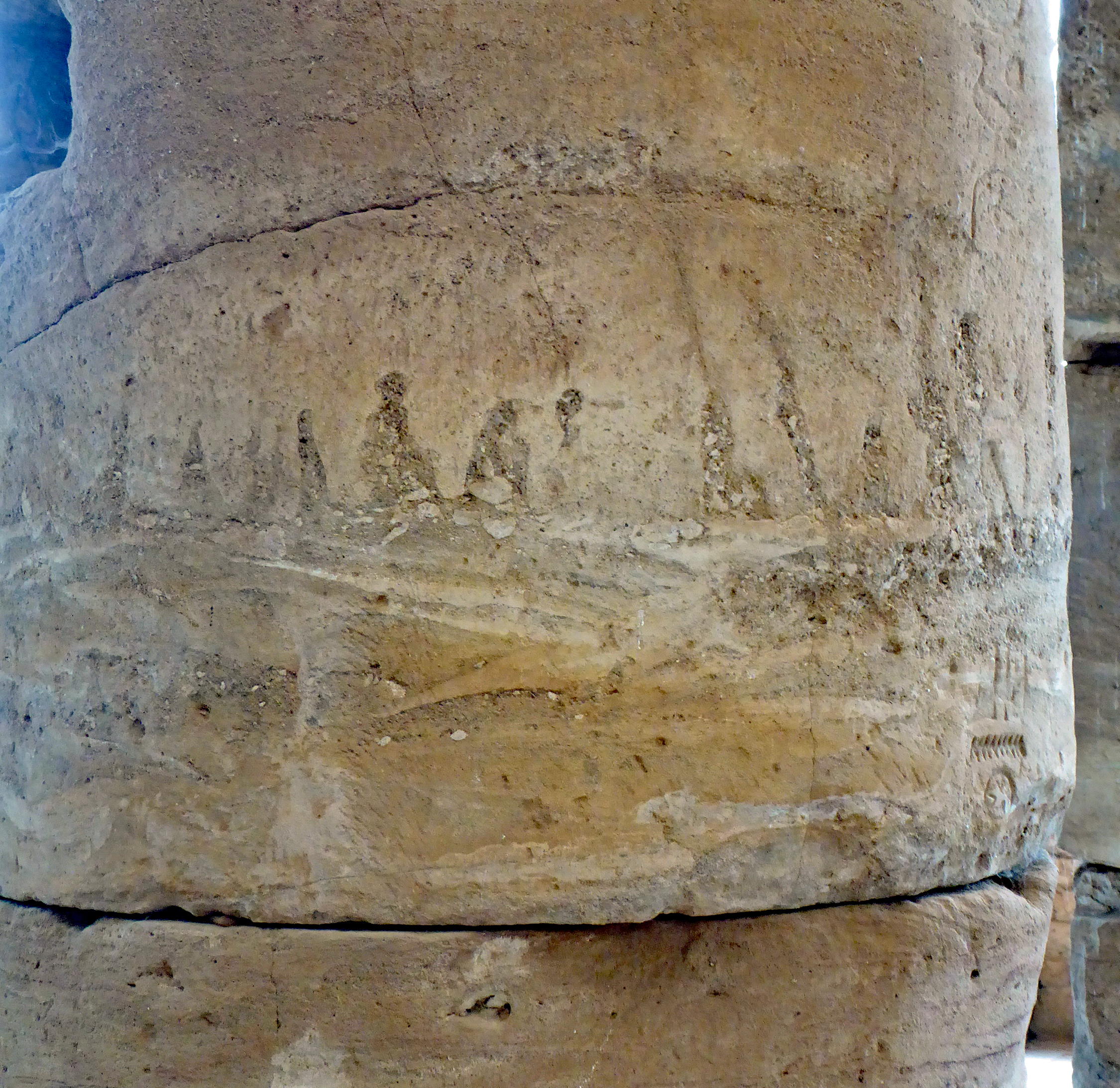
نقش بارز في معبد بوهين (2)
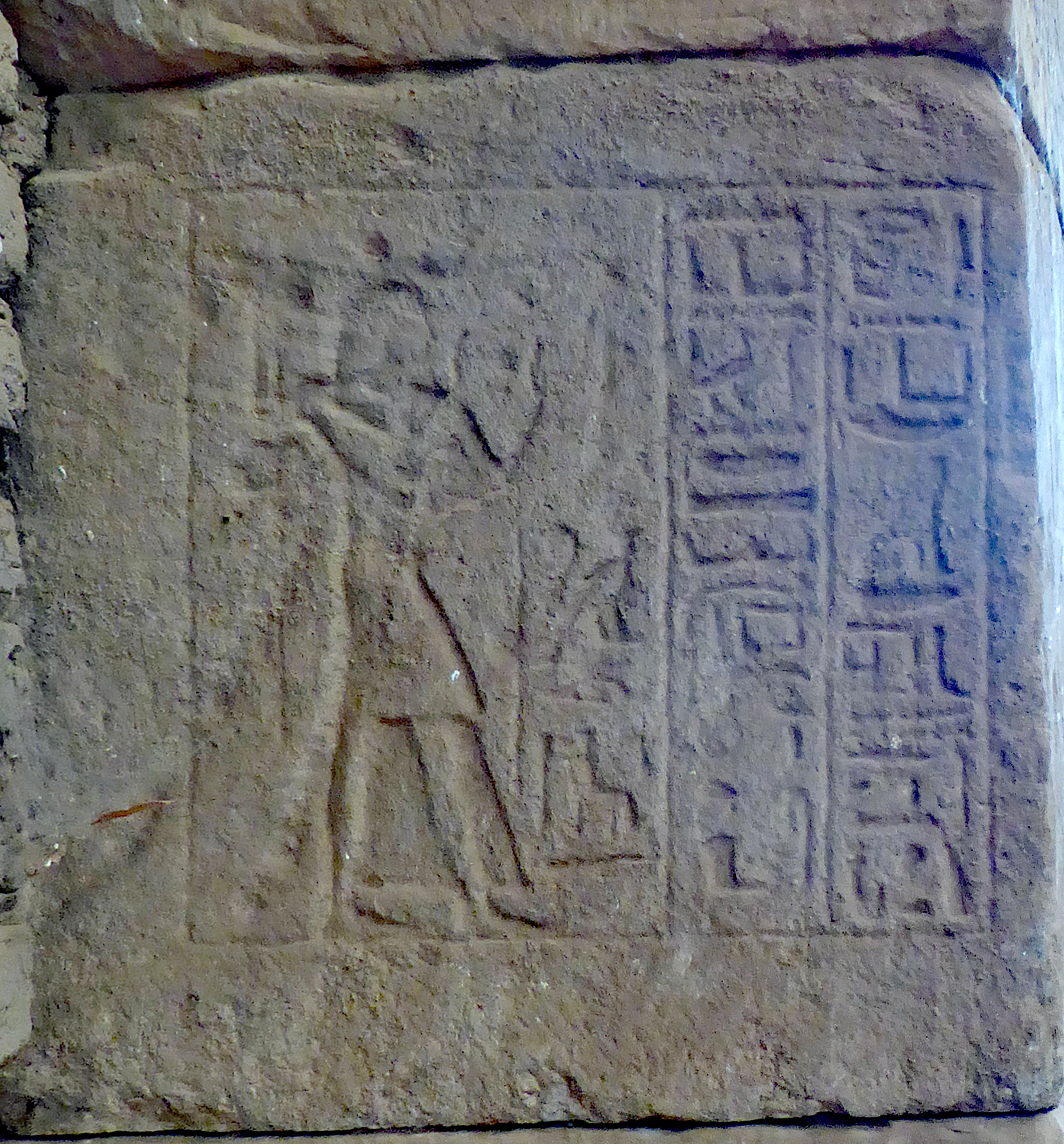
نقش بارز في معبد بوهين (3)
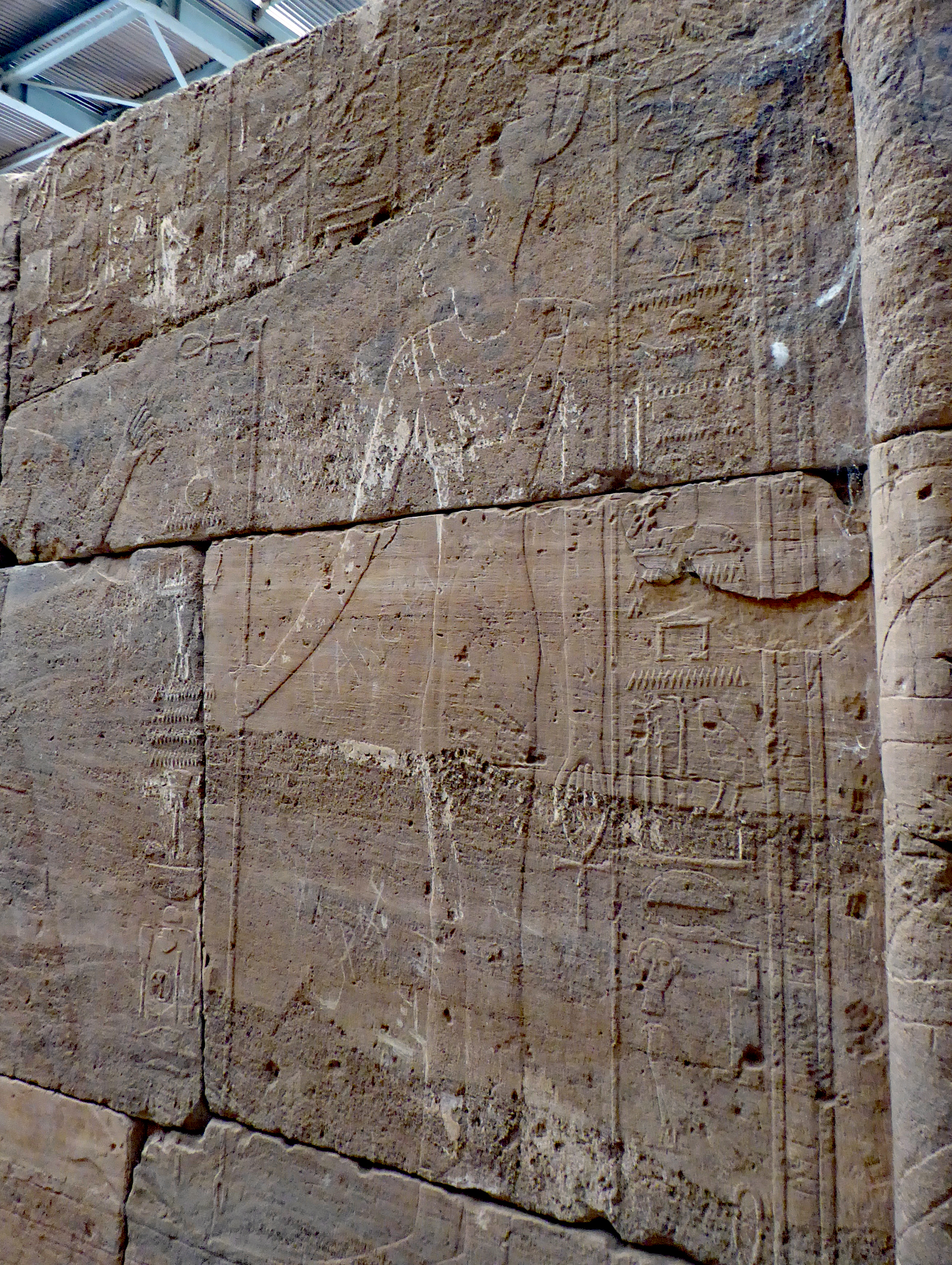
نقش بارز في معبد بوهين (4)
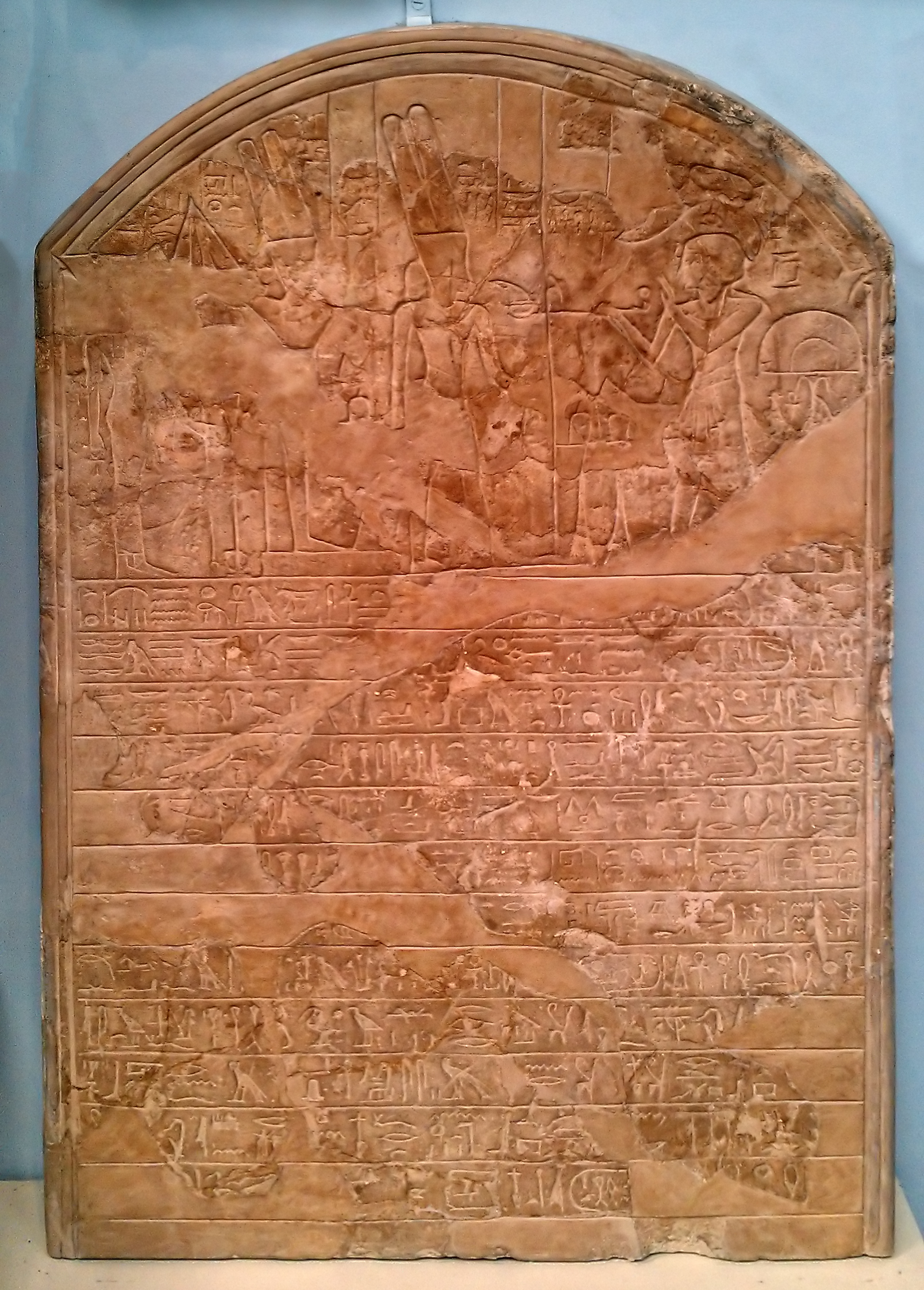
لوحة حجرية رملية من السنة الأولى من حكم سيتي الأول (حوالي ١٣١٠ قبل الميلاد، الأسرة التاسعة عشرة) - المتحف البريطاني
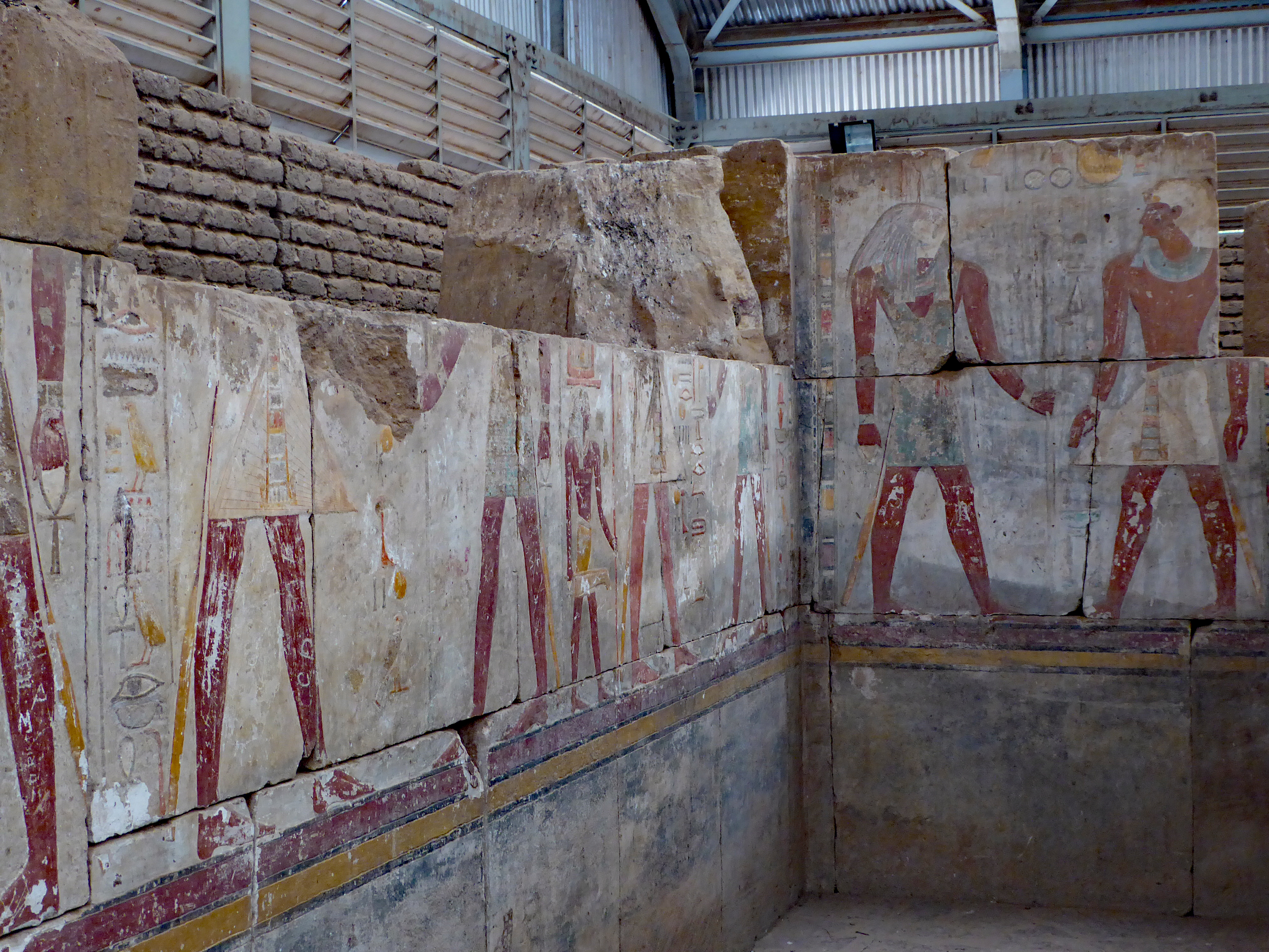
معبد بوهين (3)
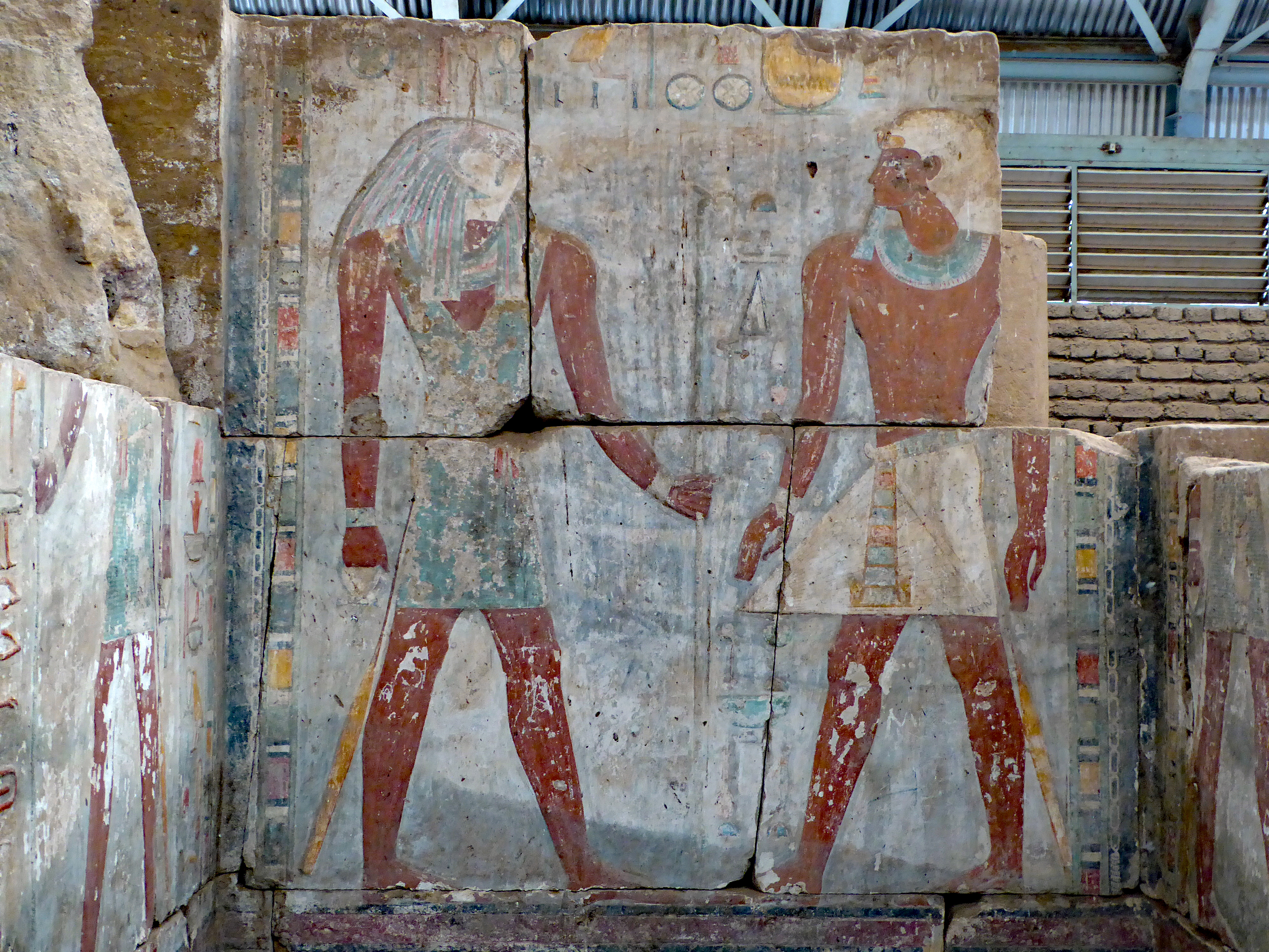
معبد بوهين (حورس وفرعون)
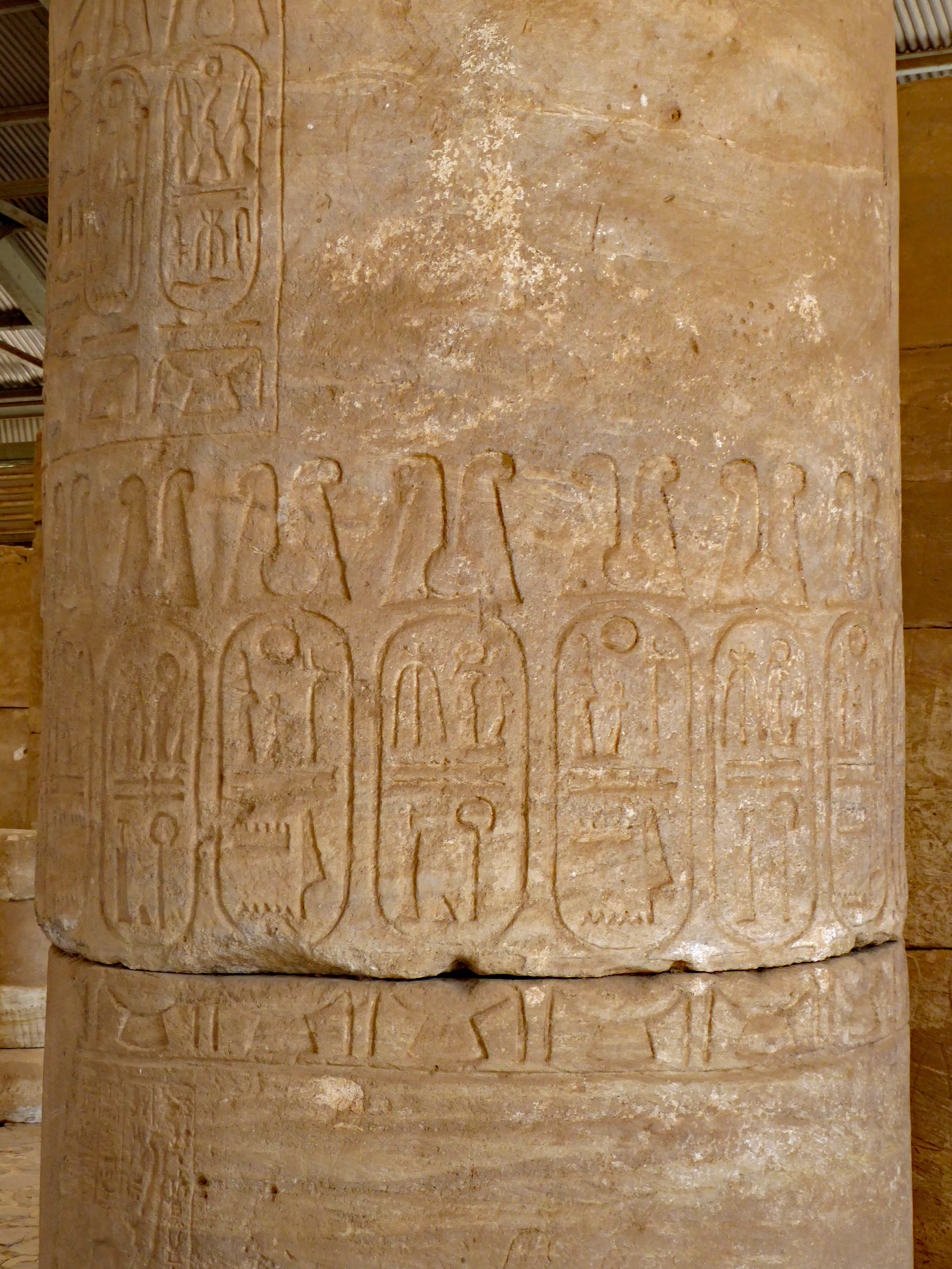
عمود معبد بوهين

## اقرأ أيضا
- كارما

## وصلات خارجية
- بوهين : المقالة والخريطة